# Polinices hepaticus
Polinices hepaticus är en snäckart som först beskrevs av Roding 1798.  Polinices hepaticus ingår i släktet Polinices och familjen borrsnäckor. Inga underarter finns listade i Catalogue of Life.